# Roberto Saad
Roberto Saad (* 3. Juni 1961 in Tucuman) ist ein ehemaliger argentinischer Tennisspieler.

## Leben
Saad besuchte als Austauschschüler die Highschool in Pittsburgh, im Anschluss studierte er an der Wichita State University in Kansas. 1983 und 84 wurde er jeweils in die Bestenauswahl All-American berufen. Sein erstes durchgehendes Jahr als Tennisprofi absolvierte er 1985 und stand gegen Ende des Jahres in seinem ersten Doppelfinale. In Melbourne verlor er an der Seite von Brett Dickinson gegen die Lokalmatadoren Darren Cahill und Peter Carter. Im darauf folgenden Jahr war sein bestes Ergebnis die Halbfinalteilnahme in Buenos Aires zusammen mit Jay Berger. 1987 stand er bei drei Turnieren in Folge im Halbfinale der Doppelkonkurrenz, aber erst 1988 konnte er seinen ersten Titel erringen. Dies gelang ihm an der Seite von Andrew Castle in Seoul. Anschließend konnte er seine Erfolgsserie jedoch nicht fortsetzen und nach einer längeren Pause musste er sich 1991 über unterklassige Satellite-Turniere wieder hochspielen. Im September 1991 gelang ihm nicht nur sein einziger Einzeltitel auf der ATP Challenger Tour, er gewann auch drei Challenger-Doppeltitel in Folge. Die nächsten beiden Jahre spielte er hauptsächlich auf Turnieren der ATP Challenger Tour. Nachdem er über mehrere Jahre so gut wie nicht mehr auf der ATP World Tour aktiv gewesen war, meldete er sich im August 1993 mit dem Turniersieg in Kitzbühel an der Seite von Juan Garat überraschend zurück. Direkt im Anschluss erreichten beide das Finale von San Marino, dort unterlagen sie jedoch Daniel Orsanic und Olli Rahnasto. Dies sollte zugleich die letzte Finalteilnahme bei einem ATP Turnier in seiner Profikarriere sein. 1994 stand er noch einmal im Doppelfinale eines Challenger-Turniers, im Jahr darauf beendete er seine Karriere. Seine höchste Notierung in der Tennis-Weltrangliste erreichte er 1985 mit Position 109 im Einzel sowie 1988 mit Position 36 im Doppel.
Sein bestes Einzelergebnis bei einem Grand-Slam-Turnier war das Erreichen der dritten Runde bei den Australian Open 1985. In der Doppelkonkurrenz stand er dort 1988 mit Andrew Castle überraschend im Halbfinale. Dort unterlagen sie Jeremy Bates und Peter Lundgren.
Saad spielte 1986 eine Doppelpartie für die argentinische Davis-Cup-Mannschaft. An der Seite von Eduardo Bengoechea bezwang er beim 5:0-Erfolg gegen Uruguay José Luis Damiani und Diego Pérez. In der Folge wurde er jedoch nicht wieder nominiert.

## Turniersiege
| Legende                       |
| Grand Slam                    |
| Tennis Masters Cup            |
| ATP Masters Series            |
| ATP International Series Gold |
| ATP International Series (2)  |

### Doppel
| Nr. | Datum | Turnier   | Belag     | Partner       | Finalgegner               | Ergebnis      |
| --- | ----- | --------- | --------- | ------------- | ------------------------- | ------------- |
| 1.  | 1988  | Seoul     | Hartplatz | Andrew Castle | Gary Donnelly Jim Grabb   | 6:7, 6:4, 7:6 |
| 2.  | 1993  | Kitzbühel | Sand      | Juan Garat    | Marius Barnard Tom Mercer | 6:4, 3:6, 6:3 |